# Calanthe arfakana
Calanthe arfakana är en orkidéart som beskrevs av Johannes Jacobus Smith. Calanthe arfakana ingår i släktet Calanthe och familjen orkidéer. Inga underarter finns listade i Catalogue of Life.